# أيض مفرط
الأيض المفرط أو الأيض الزائد هو زيادة معدل النشاط الأيض   ويتميز بزيادة غير طبيعية في معدل الأيض الأساسي مع زيادة في عمليات هدم البروتينات والكربوهيدرات وثلاثيات الغليسريد.

## التشخيص
هناك حاجة إلى القياس الكمي عن طريق قياس السعرات الحرارية غير المباشرة، على عكس معادلة هاريس بنديكت، لقياس العناصر الأرضية النادرة بدقة في مرضى السرطان.

## التشخيص التفريقي
العديد من الأمراض المختلفة يمكن أن تسبب زيادة في النشاط الأيضي حيث يقاوم الجسم المرض من أجل شفاء نفسه. فرط التمثيل الغذائي هو أحد الأعراض الشائعة لمختلف الأمراض. بعض الأمراض الأكثر انتشارًا والتي تتميز بفرط التمثيل الغذائي مذكورة أدناه.
- فرط نشاط الغدة الدرقية: المظاهر: غالبًا ما يؤدي فرط نشاط الغدة الدرقية إلى حالة من زيادة النشاط الأيضي.[8]
- رنح فريدريك: المظاهر: يزداد النشاط الأيضي الدماغي المحلي بشكل كبير مع تقدم المرض.[9]
- الأرق العائلي المميت: المظاهر: يحدث فرط التمثيل الغذائي في المهاد ويعطل تكوين مغزل النوم الذي يحدث هناك.[10]
- مرض جريفز: المظاهر: زيادة هرمون الغدة الدرقية الناجم عن فرط التمثيل الغذائي ينشط المسارات الودية، مما يتسبب في تراجع الجفون وبقائها مرتفعة باستمرار.[11]
- فقدان الشهية والشره المرضي: المظاهر: الضغط لفترات طويلة على الجسم نتيجة لاضطرابات الأكل هذه يجبر الجسم على الدخول في وضع المجاعة. يعاني بعض المرضى الذين يتعافون من هذه الاضطرابات من فرط التمثيل الغذائي حتى يستأنفوا نظامهم الغذائي الطبيعي.[12]
- ورم نجمي: المظهر: يسبب آفات مفرطة الاستقلاب في الدماغ[13]فرط التمثيل الغذائي هو أحد أعراض ورم الخلايا النجمية. يظهر أعلاه فحص PET للورم النجمي المفرط الاستقلاب في الدماغ.

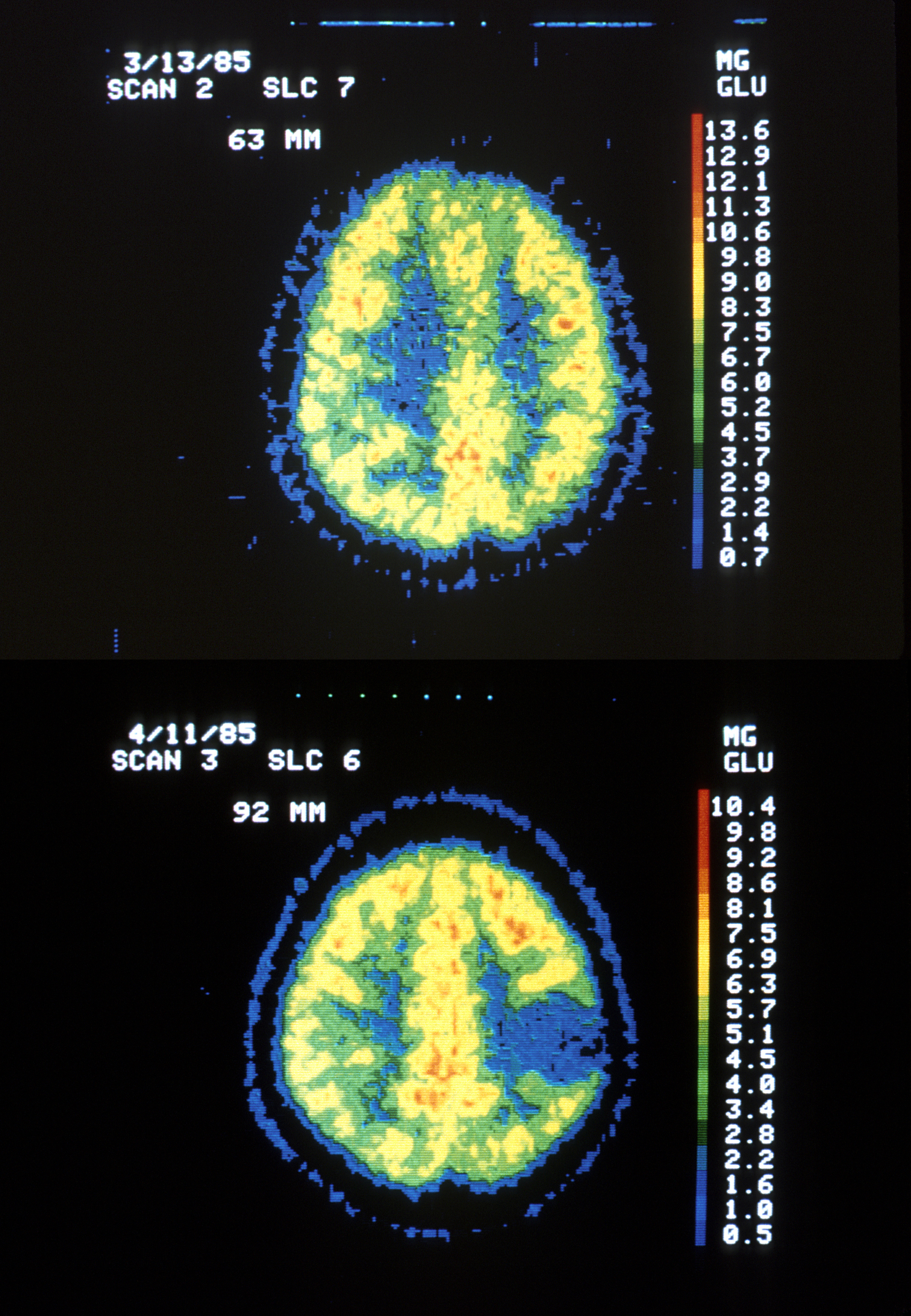
فرط التمثيل الغذائي هو أحد أعراض ورم الخلايا النجمية. يظهر أعلاه فحص PET للورم النجمي المفرط الاستقلاب في الدماغ.

## العلاج
تم الإبلاغ عن الإيبوبروفين والأحماض الدهنية المتعددة غير المشبعة وحاصرات بيتا في بعض الدراسات الأولية لتقليل REE، مما قد يسمح للمرضى بتلبية احتياجاتهم من السعرات الحرارية وزيادة الوزن.